# Plesiothoa calculosa
Plesiothoa calculosa är en mossdjursart som beskrevs av Hayward 1993. Plesiothoa calculosa ingår i släktet Plesiothoa och familjen Hippothoidae. Inga underarter finns listade i Catalogue of Life.